# 벤 칠웰
벤저민 제임스 칠웰(영어: Benjamin James Chilwell, 1996년 12월 21일~)은 프리미어리그의 크리스털 팰리스와 잉글랜드 축구 국가대표팀에서 뛰고 있는 뉴질랜드계 잉글랜드인 축구 선수로, 포지션은 레프트백이다.
레스터 시티에서 프로 경력을 시작해 15-16 시즌 허더즈필드 타운에 임대를 갔다 왔고, 2020년 첼시로 이적했다.

## 클럽 경력

### 레스터 시티
레스터 시티 유스 출신으로, 프로 리그 데뷔 경기는 2015년 10월 27일에 열린 EFL컵 16강 헐 시티와 경기에서 풀타임을 소화했다. 팀은 1-1로 전후반전을 마쳐 연장전까지 돌입했지만 득점을 내지 못하고 승부차기에서 5-4로 졌다.
2015년 11월 19일, 당시 EFL 팀인 허더즈필드로 2016년 1월 3일까지 임대 계약을 했다.
2016년 7월 28일, 벤 칠웰은 레스터와 2021년까지 재계약을 했다. 2017년 5월 18일, 토트넘과의 홈경기에서 자신의 커리어 상 첫 골을 넣었다. 팀은 6-1로 대패했다.
2018년 10월, 레스터와 2024년까지 3년 계약 연장했다.

### 첼시
2020년 8월 26일, 칠웰은 첼시와 2025년에 만료되는 5년 계약을 체결하며 첼시로 이적했다. 레스터 시티에서 칠웰의 이적료를 공개하지 않았지만 가디언은 첼시가 칠웰의 이적료로 레스터 시티에 5000만 파운드를 지불했다고 발표했다.
2023년 4월 11일, 칠웰은 2025년까지 유효한 기존의 계약을 2년 더 연장하는 것에 합의했고 첼시와의 계약을 2027년까지 연장했다.
2023년 4월 12일, 칠웰은 첼시가 레알 마드리드에게 2대 0으로 패배한 22-23 UEFA 챔피언스리그 8강 1차전에서 선발로 출전했다. 칠웰은 8분 페널티 에이리어 오른쪽에서 프리킥을 찼으나 공을 너무 강하게 차 골문 위로 공을 날려버렸다. 26분 칠웰은 페데리코 발베르데에게 파울을 당했고, 59분 페널티 에이리어 바깥에서 호드리구 고이스에게 파울을 범해 레드카드를 받았다.

## 국가대표 경력
스위스와의 친선 경기를 위한 잉글랜드 최종 스쿼드에 소집되었다. 2018년 9월 11일 스위스와의 친선 경기에서 79분 대니 로즈와 교체 출전해 데뷔 무대를 치렀다. 잉글랜드는 스위스를 상대로 1-0 승리를 거두었다.

## 기록

### 대회 기록
첼시 FC (2020~ )
- UEFA 챔피언스 리그: 2020-21
- FA컵 준우승 : 2020-21
- UEFA 슈퍼컵 우승 : 2021
- FIFA 클럽 월드컵 : 2022

잉글랜드 축구 국가대표팀 (2018~ )
- UEFA 네이션스 리그 3위: 2018-19

### 클럽 기록
| 클럽                   | 시즌      | 리그         | 리그 | 리그 | FA컵 | FA컵 | EFL컵 | EFL컵 | 기타 | 기타 | 합계 | 합계 |
| 클럽                   | 시즌      | 디비전       | 출전 | 골   | 출전 | 골   | 출전  | 골    | 출전 | 골   | 출전 | 골   |
| ---------------------- | --------- | ------------ | ---- | ---- | ---- | ---- | ----- | ----- | ---- | ---- | ---- | ---- |
| 레스터 시티            | 2015–16   | 프리미어리그 | 0    | 0    | 2    | 0    | 1     | 0     | —    | —    | 3    | 0    |
| 레스터 시티            | 2016–17   | 프리미어리그 | 12   | 1    | 4    | 0    | 1     | 0     | 2    | 0    | 19   | 1    |
| 레스터 시티            | 2017–18   | 프리미어리그 | 24   | 0    | 4    | 0    | 4     | 0     | —    | —    | 32   | 0    |
| 레스터 시티            | 2018–19   | 프리미어리그 | 16   | 0    | 0    | 0    | 0     | 0     | —    | —    | 16   | 0    |
| 레스터 시티            | 합계      | 합계         | 52   | 1    | 10   | 0    | 6     | 0     | 2    | 0    | 70   | 1    |
| 허더즈필드 타운 (임대) | 2015–16   | EFL 챔피언십 | 8    | 0    | —    | —    | —     | —     | —    | —    | 8    | 0    |
| 레스터 시티 U-23       | 2016–17   | —            | —    | —    | —    | —    | —     | —     | 1    | 0    | 1    | 0    |
| 경력 합계              | 경력 합계 | 경력 합계    | 60   | 1    | 10   | 0    | 6     | 0     | 3    | 0    | 79   | 1    |

1. ↑  UEFA 챔피언스리그 출전
2. ↑  EFL 트로피 출전

### 국가대표 기록
| 국가대표팀 | 년도 | 출전 | 골 |
| ---------- | ---- | ---- | -- |
| 잉글랜드   | 2018 | 5    | 0  |
| 합계       | 합계 | 5    | 0  |

### 개인 수상 기록
- UEFA 챔피언스 리그 시즌의 스쿼드: 2020-21